# Elecciones senatoriales de Zimbabue de 2005
Las elecciones senatoriales de Zimbabue de 2005 fueron las primeras en realizarse al crear este nuevo órgano legislativo, formando un Parlamento bicameral. Se llevaron a cabo el 26 de noviembre del mismo año. Robert Mugabe y la colectividad oficialista ZANU-PF ganó en una victoria aplastante, obteniendo más del 73% del voto popular. La oposición, liderada por el Movimiento por el Cambio Democrático intentó boicotear los comicios como una protesta contra el fraude electoral que se sospecha hubo en las elecciones parlamentarias de marzo del mismo año, que también tuvo baja participación. Otros miembros del MDC decidieron participar de las elecciones, lo que generó una división interna en el partido.

## Antecedentes

### Composición
El Senado, que formó parte del Acuerdo de Lanchester House (acuerdo de independencia), había sido abolido en septiembre de 1987, pero se reconstituyó en la Enmienda 17 de la Constitución de Zimbabue, promulgada el 30 de agosto de 2005. Sin embargo, no se repuso el Senado con la misma estructura del anterior.
De esta forma, el nuevo Senado se configuró con 50 miembros elegidos a nivel provincial, con cada una de las 10 provincias que escogían 5 cada una. A ellos se les sumaban 10 jefes de provincias no metropolitanos, escogidos por los electorales del jefe de cada provincia. Además de ello, el presidente de la República nombra a 6 miembros adicionales, teniendo en total un Senado que funciona con 66 miembros.

## Resultados electorales

### Senado
|  | 73,71 % |

|  | 20,26 % |

|  | 1,81 % |

|  | 1,13 % |

|  | 0,86 % |

|  | 0,59 % |

|  | 0,03 % |

|  | 0,02 % |

|  | 1,59 % |

|  | 96.7 % |

|  | 3.3 % |

|  | 100 % |

|  | 19.5 % |

### Senadores designados
Post elección, el 29 de noviembre, el presidente Robert Mugabe anunció los nombres de los Senadores que designaría el Poder Ejecutivo para sumarse a las labores de esta nueva cámara legislativa:
- Kantibhai Patel (ZANU-PF)
- Sheila Chipo Mahere (ZANU-PF)
- Peter Haritatos (ZANU-PF)
- Aguy Clemente Georgias (ZANU-PF)
- Tazvitya Jonathan Mapfumo (ZANU-PF)
- Joshua Malinga Teke (ZANU-PF)

### Senadores elegidos
| Provincia              | Provincia                  | Provincia     | Senadores           | Senadores        | Votos         | Votos |
| ---------------------- | -------------------------- | ------------- | ------------------- | ---------------- | ------------- | ----- |
| Provincia              | Circunscripción electoral  | Participación | Senador electo      | Partido político | Votos         | %     |
| Bulawayo               | Bulawayo-Makokoba          | 7.1%          | Sibangilizwe Msipa  | MDC              | 3.947         | 63.6% |
| Bulawayo               | Pumula-Luveve              | 9.1%          | Fanuel Bayayi       | MDC              | 2.876         | 62.0% |
| Bulawayo               | Bulawayo-Nkulumane         | 8.7%          | Rittah Ndlovu       | MDC              | 4.188         | 56.1% |
| Bulawayo               | Mpopoma-Phelandaba         | 8.0%          | Greenfield Nyoni    | MDC              | 1.974         | 54.7% |
| Bulawayo               | Lobengula-Magwegwe         | 8.2%          | Thabiso Ndlovu      | MDC              | 2.670         | 65.7% |
| Matabeleland Norte     | Hwange Oriental            | 20.3%         | Gracia Dube         | ZANU-PF          | 4.343         | 54.9% |
| Matabeleland Norte     | Tsholotsho-Hwange          | 14.8%         | Josephine Moyo      | ZANU-PF          | 7.742         | 59.4% |
| Matabeleland Norte     | Bubi-Mguza                 | 24.0%         | Lote Mbambo         | ZANU-PF          | 10.823        | 81.4% |
| Matabeleland Norte     | Binga                      | 20.2%         | Herbert Sinampande  | MDC              | 7.225         | 63.3% |
| Matabeleland Norte     | Lupane-Nkayi               | 25.7%         | Dalumuzi Khumalo    | MDC              | 12.970        | 50.9% |
| Matabeleland Sur       | Beitbridge                 | 23.2%         | Tambudzani Mohadi   | ZANU-PF          | 9.856         | 85.1% |
| Matabeleland Sur       | Bulilima-Mangwe            | 19.9%         | Eunice Nomthandazo  | ZANU-PF          | 9.310         | 50.1% |
| Matabeleland Sur       | Gwanda                     | 28.6%         | Alma Mkhwebu        | ZANU-PF          | 9.104         | 62.3% |
| Matabeleland Sur       | Insiza                     | 34.2%         | Naison Ndlovu       | ZANU-PF          | 10.058        | 65.9% |
| Matabeleland Sur       | Matobo-Umzingwane          | 27.8%         | Ananías Nyathi      | ZANU-PF          | 15.776        | 59.5% |
| Masvingo               | Masvingo                   | 20.8%         | Dzikamai Mavhaire   | ZANU-PF          | 20.451        | 77.8% |
| Masvingo               | Gutu                       | 39.0%         | Zvinavashe Gava     | ZANU-PF          | 36.058        | 84.3% |
| Masvingo               | Chiva-Mwenezi              | 24.2%         | Samuel Mumbengegwi  | ZANU-PF          | 27.750        | 83.1% |
| Masvingo               | Chiredzi-Zaka              | 17.7%         | Jefté Chindanya     | ZANU-PF          | 22.426        | 80.9% |
| Masvingo               | Bikita-Zaka                |               | Anna Rungani        | ZANU-PF          | sin oposición |       |
| Harare                 | Mufakose-Kuwadzana         |               | Sabina Thembani     | ZANU-PF          | sin oposición |       |
| Harare                 | Harare-Mabvuku-Tafara      | 6.9           | Livai Gumbura       | ZANU-PF          | 8.278         | 77.5% |
| Harare                 | Glen View-Glen Norah       |               | Charles Tavengwa    | ZANU-PF          | sin oposición |       |
| Harare                 | Chitungwiza                | 9.5%          | Rufaro Magadu       | ZANU-PF          | 10.653        | 79.9% |
| Harare                 | Harare-Mbare-Hatfield      | 16.8%         | Vivian Mwashita     | ZANU-PF          | 19.046        | 80.0% |
| Mashonaland Occidental | Makonde-Chinhoyi           |               | Douglas Mombeshora  | ZANU-PF          | sin oposición |       |
| Mashonaland Occidental | Kadoma-Sanyati-Ngezi       | 20.4%         | Chiratidzo Gava     | ZANU-PF          | 21.489        | 88.3% |
| Mashonaland Occidental | Hurungwe-Kariba            | 16.2%         | Phone Madiro        | ZANU-PF          | 19.630        | 78.3% |
| Mashonaland Occidental | Zvimba                     | 24.0%         | Virginia Muchengeti | ZANU-PF          | 16.754        | 85.8% |
| Mashonaland Occidental | Chegutu-Manyame-Mhondoro   | 15.3%         | Cephas Chikwanha    | ZANU-PF          | 16.319        | 80.2% |
| Mashonaland Oriental   | Marondera-Seke             |               | Tracy Mutinhiri     | ZANU-PF          | sin oposición |       |
| Mashonaland Oriental   | Murehwa-Goromonzi          |               | Siriro Majuru       | ZANU-PF          | sin oposición |       |
| Mashonaland Oriental   | Mudzi-Ump                  |               | Oria Kabayanjiri    | ZANU-PF          | sin oposición |       |
| Mashonaland Oriental   | Mutoko                     |               | Edmond Jacob        | ZANU-PF          | sin oposición |       |
| Mashonaland Oriental   | Chikomba-Wedza             | 21.8%         | Rosemary Goto       | ZANU-PF          | 20.073        | 84.8% |
| Mashonaland Central    | Bindura-Shamva             |               | Betty Chikava       | ZANU-PF          | sin oposición |       |
| Mashonaland Central    | Guruve                     |               | Stefano Mukusha     | ZANU-PF          | sin oposición |       |
| Mashonaland Central    | Mount Darwin-Muzarabani    |               | Alice Chimbudzi     | ZANU-PF          | sin oposición |       |
| Mashonaland Central    | Mount Darwin-Rushinga      |               | Diamond Mumvuri     | ZANU-PF          | sin oposición |       |
| Mashonaland Central    | Mazowe                     |               | Agnes Dete          | ZANU-PF          | sin oposición |       |
| Midlands               | Gweru-Shurugwi             |               | Tsitsi Muzenda      | ZANU-PF          | sin oposición |       |
| Midlands               | Chirumanzu-Kwekwe-Silobela | 17.9%         | Clarissa Muchengeti | ZANU-PF          | 20.434        | 84.2% |
| Midlands               | Gokwe                      | 23.7%         | Shaddy Sai          | ZANU-PF          | 26.495        | 79.8% |
| Midlands               | Gokwe-Zhombe               | 21.9%         | Leonard Munotengwa  | ZANU-PF          | 23.646        | 76.4% |
| Midlands               | Mberengwa-Zvishavane       |               | Richard Hove        | ZANU-PF          | sin oposición |       |
| Manicaland             | Buthera-Makoni             |               | Egneti Makono       | ZANU-PF          | sin oposición |       |
| Manicaland             | Makoni-Nyanga              |               | Stanley Sakupwanya  | ZANU-PF          | sin oposición |       |
| Manicaland             | Mutasa-Mutare              |               | Mandy Chimene       | ZANU-PF          | sin oposición |       |
| Manicaland             | Mutare                     |               | Marange Chikumbiro  | ZANU-PF          | sin oposición |       |
| Manicaland             | Chipinge-Chimanimani       | 28.3%         | Tobias Matanga      | ZANU-PF          | 36.516        | 77.2  |